# Wangen (Badenia-Wirtembergia)
Wangen – miejscowość i gmina w Niemczech, w kraju związkowym Badenia-Wirtembergia, w rejencji Stuttgart, w regionie Stuttgart, w powiecie Göppingen, wchodzi w skład wspólnoty administracyjnej Göppingen. Leży ok. 4 km na południowy zachód od Göppingen.